# 佐賀市立城南中学校
佐賀市立城南中学校（さがしりつ じょうなんちゅうがっこう）は、佐賀県佐賀市南佐賀一丁目にある公立中学校。

## 概要
歴史
1947年（昭和22年）の学制改革により、新制中学校「佐賀市立第二中学校」として発足。現校名になったのは1951年（昭和26年）。2022年（令和4年）に創立75周年を迎えた。
校名の由来
佐賀城の南側に位置していることから「城南」という校名になった。
校地の変遷
創立当初、佐賀城南堀南側の佐賀市中の館町にあったが、佐賀城内地区整備により、佐賀市立赤松小学校が中の館町へ移転することとなり、玉突き的に1992年（平成4年）に現在地へ移転した。
校章
中央に校名の「城南」の文字（縦書き）を配している。
校歌
1956年（昭和31年）制定。作詞は林敬直、作曲は豊増昇による。歌詞は3番まであり、各番の歌詞中に校名の「城南」が登場する。
通学区域
- 佐賀市立赤松小学校区
- 佐賀市立北川副小学校区
- ただし、以下の小学校区の承認校となっている。
  - 佐賀市立本庄小学校区（一部）

特色
- 全教科に特別教室を有する。
- 佐賀県内の中学校では佐賀市立成章中学校、佐賀大学文化教育学部附属中学校とともに昭和時代から伝統的に男子の長髪（丸刈りではないという意味）が許されてきた数少ない学校である。

制服
旧校名である第二中学校の名残で、男子は制帽と詰め襟学生服の両袖にそれぞれ2本の白線を巻く。

## 沿革
- 1947年（昭和22年）
  - 4月1日 - 学制改革により、新制中学校「佐賀市立第二中学校」が発足。初代校長は有賀清海。
  - 5月3日 - 佐賀市立成美高等女学校校舎内で開校式を挙行。当初5学級編成。
- 1948年（昭和23年）
  - 3月31日 - 佐賀市立成美高等女学校が廃止される。
  - 4月 - 南堀端の佐賀市交通課のあった場所に、新校舎（第一期工事）が完成し、新2年生が移転。全校で14学級編成。
- 1949年（昭和24年）4月 - 新校舎（第二期工事）が完成。全校で23学級編成。
- 1950年（昭和25年） - 新校舎（第三期工事）が完成し、新校舎竣工式を挙行。全学年移転を完了（27学級編成）。
- 1951年（昭和26年）4月1日 - 「佐賀市立城南中学校」（現校名）に改称。
- 1952年（昭和27年） - 講堂兼体育館が完成。
- 1953年（昭和28年）4月1日 - 佐賀市立昭栄中学校を新設・分離。校区の改定が行われる。
- 1955年（昭和30年）4月1日 - 佐賀市立北川副中学校を統合。
- 1956年（昭和31年） - 校歌・校旗を制定。
- 1957年 - 創立10周年記念式典を挙行。
- 1959年（昭和34年）- 佐賀市民グラウンドが移管され、運動場となる。
- 1962年（昭和37年）- プールが完成。
- 1972年（昭和47年）- 火災により木造校舎3棟が全焼。プレハブ校舎を建設。
- 1973年（昭和48年）- 鉄筋コンクリート造新校舎2棟が完成。
- 1978年（昭和53年）- 体育館が完成。創立30周年および体育館落成記念式典を挙行。
- 1992年（平成4年）- 現在地（当時:佐賀市北川副町大字木原238番地1）に移転・開校。新校舎および重層体育館竣工。教科教室制を導入。跡地は現在、佐賀市立赤松小学校の校地となっている。
- 1998年（平成10年） - 北川副町の一部の町名変更に伴い、所在地が「佐賀市南佐賀1丁目20番1号」となる。

## 著名な関係者
出身者
- 永淵洋三（1958年卒、プロ野球選手）
- 島田洋七（1965年卒、漫才師・タレント・作家 「佐賀のがばいばあちゃん」）
- 大庭靖雄（1967年卒、官僚・運輸省・国土交通省）
- 原口一博（1975年卒、衆議院議員・民主党）
- 荒木真樹彦（1979年卒、ミュージシャン）
- 山口裕二（1981年卒、プロ野球選手）
- 村岡格（1990年卒、アナウンサー）
- 髙濱卓也（2005年卒、プロ野球選手）

## 交通アクセス
最寄りの鉄道駅
- JR九州 長崎本線「佐賀駅」

最寄りのバス停留所
- 佐賀市営バス 20系統（早津江行き）「自動車学校前」停留所

最寄りの幹線道路
- 国道208号・佐賀県道333号佐賀環状東線「南佐賀」交差点

## 周辺
- 南佐賀自動車学校
- ゆめっこ保育園
- 佐賀リハビリテーション病院
- 南佐賀公園

## 参考資料
- 「佐賀市史 第4巻 (近代編 明治期) (PDF) 」（1979年（昭和54年）4月28日, 佐賀市） 七.教育と文化（大正・昭和前期） - 佐賀市ウェブサイト
- 「佐賀市史 第五巻 (近代編 明治期) (PDF) 」（1981年（昭和56年）2月21日, 佐賀市） 五.教育と文化（現代（昭和後期）） - 佐賀市ウェブサイト